# Groupama Aréna
Pour les articles homonymes, voir Groupama.
Le Groupama Aréna est un stade de football situé à Budapest (Hongrie) dont le club résident est le Ferencváros TC. Avec une capacité de 23 698 places, le Groupama Aréna est le deuxième plus grand stade de Hongrie après le Stade Ferenc-Puskás. Le stade se trouve sur le terrain du Stade Flórián Albert, ancien stade du club, démoli en 2013.

## Histoire
Le 13 avril 2012, les plans du nouveau stade ont été présentés lors d'une conférence de presse par le président du  Ferencváros, Gábor Kubatov. La capacité du nouveau stade sera de 22,600 places et ce sera le deuxième plus grand stade de Hongrie. De plus, le stade sera le plus sûr et le plus moderne de Hongrie. Les plans de la reconstruction du Stade Flórián Albert ont été refusés car cette option coûterait plus cher. Par conséquent, le vieux stade sera démoli et un nouveau stade sera construit. 
Le club s’attend à une augmentation du nombre de spectateurs de 10 000 en moyenne. Le nouveau stade sera pivoté de 90 ° et sera plus proche de Gyáli út. La hauteur est de 10 centimètres sous la surface. Selon les plans, il y aura 29 loges dans le nouveau stade. En outre, il y aura un restaurant, une boutique Fradi, et un musée. Les vestiaires seront élargis de 40 à 400 mètres carrés.
Le 20 mars 2013, il est annoncé que l'entreprise retenue est építő Zrt. Le coût de la construction est de 13,5 milliards de forints hongrois. On prévoit que la construction du nouveau stade soit achevé d'ici l'automne 2014.
Le 27 mars 2013, la construction du nouveau stade a officiellement commencé.
Le 28 mars 2013, la version cinématographique des plans du nouveau stade est délivrée.

## Événements
- Finale de la Ligue des champions féminine de l'UEFA 2018-2019

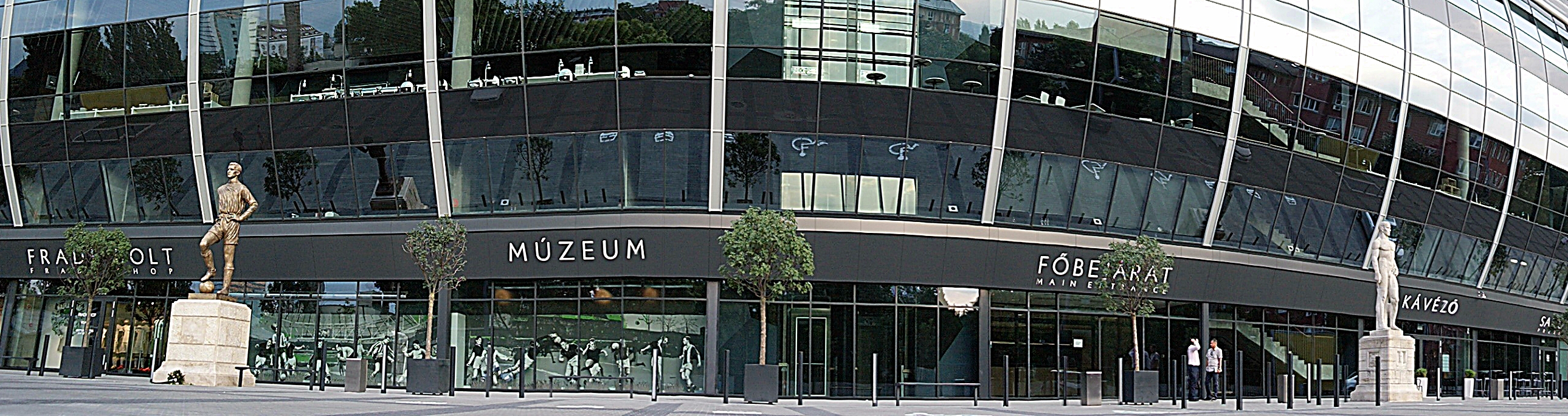
L'entrée principale du Groupama Arena avec la statue de Flórián Albert (à gauche) et la statue de Ferenc Springer (à droite).